# St. Leonhard (Kirchdorf (Bad Wörishofen))

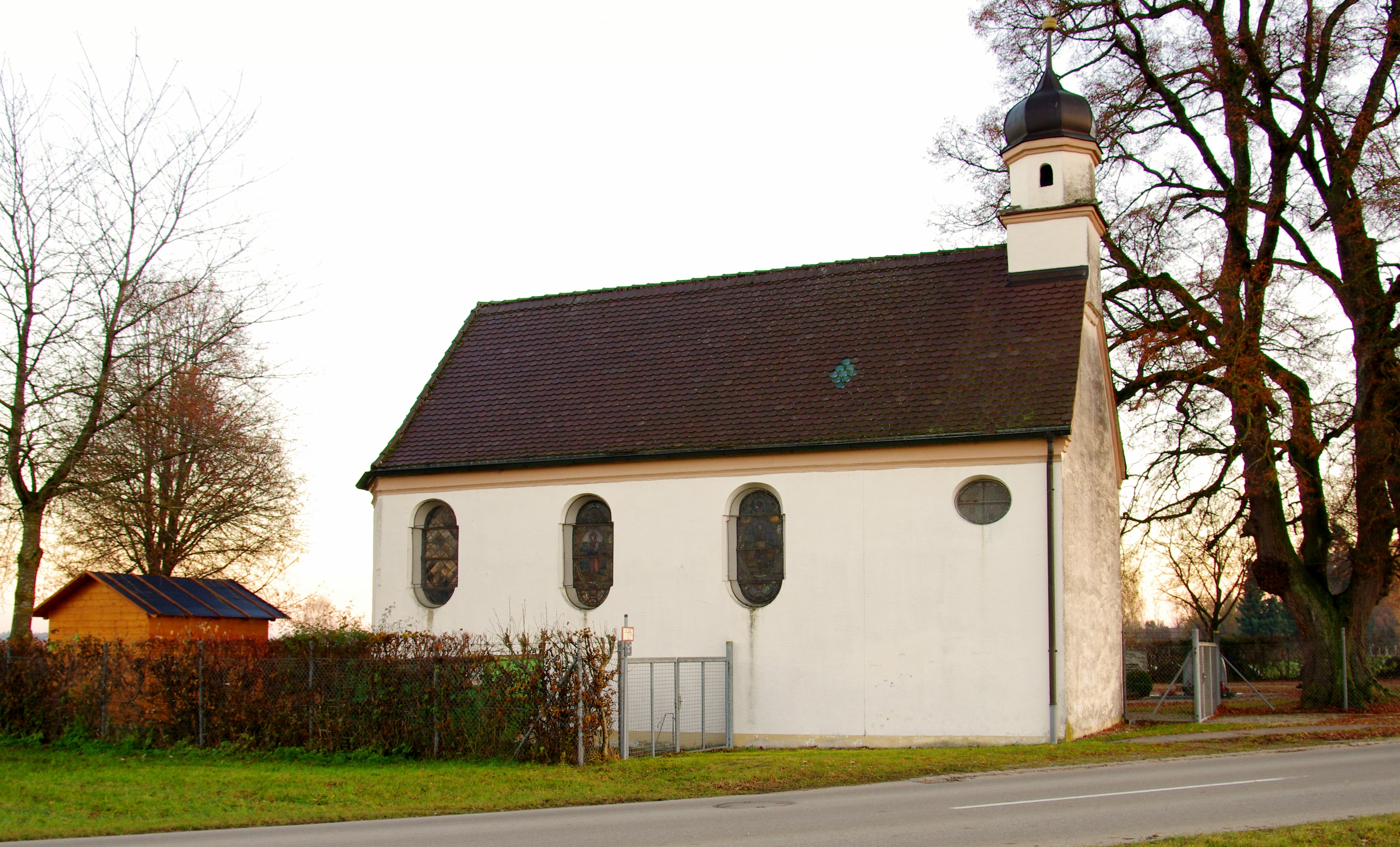
Außenansicht

St. Leonhard ist eine römisch-katholische Kapelle im oberschwäbischen Kirchdorf, einem Teilort von Bad Wörishofen. Sie steht etwa 300 Meter nordöstlich vom Ort an der Straße nach Oberrammingen. Sie wurde in der zweiten Hälfte des 17. Jahrhunderts erbaut. Die westliche Achse mit dem Dachreiter wurde wohl in der ersten Hälfte des 18. Jahrhunderts angebaut. Größere Renovierungen fanden 1859 und 1900 statt.

## Baubeschreibung
Die Kapelle besteht aus einem langgestreckten Bau mit einem dreiseitigen Schluss. In den Längswänden befinden sich oben und unten je drei eingezogene, rundbogige Fenster. Im Westen befindet sich eine Empore mit Drechselstäben an der Brüstung. Unter der Empore ist eine Rechtecktür, darüber im Norden ein Querovalfenster. An der Westwand befindet sich ein Mauervorsprung als Unterbau des Turmes. Der flachgedeckte Raum über einer Kehle besitzt ein profiliertes Gesims. Über der Kehle ist ein dünner Profilrahmen zu sehen. Der Fußboden ist mit quadratischen Solnhofer Platten belegt. Am Außenbau befindet sich ein profiliertes, gekehltes Traufgesims. Über dem Westgiebel mit seinen profilierten Schrägen befindet sich ein Dachreiter mit einem quadratischen Sockel. Dieser wird von einem Profilgesims abgeschlossen. Ein niedriges, achteckiges Oberteil besitzt an den Hauptseiten Rundbogenöffnungen und ein profiliertes Kranzgesims. Die Zwiebelhaube ist blechgedeckt.

## Ausstattung
An der Decke befindet sich eine um 1900 angebrachte Dekorationsmalerei aus drei Stuckringen mit Fresken. In der Mitte ist das Lamm Gottes zu sehen. Östlich davon ist ein Herz Jesu und westlich ein Herz Mariä angebracht. Der neubarocke, hölzerne Altar stammt aus derselben Zeit und ist gefasst. Der zweisäulige Aufbau besitzt ein von je zwei Voluten flankierten Drehtabernakel im klassizistischen Stil aus dem 18. Jahrhundert. Er wurde gleichzeitig wie das Kruzifix in der Nische angefertigt. Im Aufbau befindet sich eine Muschelnische mit einer gefassten Holzstatue des heiligen Leonhard sowie den außen stehenden Figuren des heiligen Magnus und Wendelin aus dem dritten Viertel des 18. Jahrhunderts. Der heilige Leonhard ist gotisierend und könnte nach einem älteren Vorbild geschaffen worden sein.
Das schlichte Gestühl besitzt geschweifte Brettwangen und stammt aus dem 19. Jahrhundert. Sämtliche Holzfiguren der Kapelle sind gefasst. Der heiligen Joachim und die heilige Anna mit dem Marienkind stammen aus der Mitte des 18. Jahrhunderts und stehen auf klassizistischen Konsolen. Das Kruzifix stammt aus der ersten Hälfte des 18. Jahrhunderts. Außen am Chorscheitel in einer eingezogenen rundbogigen Nische ist eine Holzfigur des heiligen Leonhard aus dem Ende des 14. Jahrhunderts zu sehen. Die neuere Fassung ist misslungen. Das Votivbild aus dem späten 18. Jahrhundert ist ein Öl-auf-Leinwand-Bild. Es zeigt ein kniendes Mädchen zu Füßen der heiligen Maria und Leonhard. Es ist beschädigt und befindet sich in einem klassizistischen Schnitzrahmen.